# André Mirsky
André Mirsky (Rio de Janeiro, 21 de abril de 1977) é um velejador brasileiro. Tem o começo de sua história no mar escrita por seu pai, Sérgio Mirsky, um dos maiores incentivadores da vela oceânica dos últimos cinquenta anos.
André começou a velejar ainda criança, na classe Oceano, fazendo o caminho inverso da maioria dos jovens que tem interesse pelo iatismo; foi o competidor mais jovem na maioria das regatas que fez entre 1980 e 1990, incluindo a participação na segunda edição da então recém-criada Regata Recife-Fernando de Noronha (REFENO), Regata Salvador-Rio, Regata Santos-Rio, Antigua Sailing Week e, aos dez anos, já contabilizava mais de três mil milhas navegadas. Brilhante criança que se tornou um grande jovem pela força, coragem e otimismo de ir em busca de seus sonhos, se tornando o oposto de todos da sua faixa etária e da época.

## Regata Volta ao Mundo
Em 2005, André Mirsky participou da seletiva Mundial que o banco ABN AMRO organizou, onde 12 jovens talentos seriam escolhidos para tripular o barco Holanda 2 na perigosa regata Volvo Ocean Race. André se classificou ao lado do amigo Lucas Brun, e ambos começaram um rígido treinamento em Portugal, no balneário de Portimão. Os dois jovens velejadores brasileiros, mesmo sem saber, estavam abrindo as portas para que anos depois outros brasileiros fossem aproveitados por equipes estrangeiras no iatismo profissional. André foi um dos timoneiros do Volvo 60 "Tyco" na vitória da tradicional regata Route du Rhum, que sai de Marseille (França) e chega na antiga colônia francesa, República do Congo. Essa regata durou 35 dias ininterruptos; e ao fim desta longa competição, Lucas Brun e André Mirsky estavam aptos a fazer a regata Volta ao Mundo. Entretanto, com o agravamento clínico que depois resultou na morte do seu maior incentivador (seu pai) logo no início da regata, André foi obrigado a deixar o time holandês. Em seu lugar, entrou Hans Horrevoets, seu treinador e experiente velejador, que acabou tragicamente sendo levado pelo mar na etapa entre Estados Unidos e Inglaterra.

## Funções literárias
Sem poder se ausentar do país naquele momento difícil em 2005, o Banco Real ofereceu a André a oportunidade de se manter ligado ao projeto, dessa vez no papel de comentarista de regata. Essa função foi atribuída a ele, já que A. Mirsky, poucos anos antes, tinha escrito, ao lado de Harry Adler e Helio Barroso, o livro na Praia da Saudade, o qual conta a história do Iate Clube do Rio de Janeiro; e por sua vez o nascimento do iatismo no Brasil. Esse trabalho, embora nunca tenha sido publicado na íntegra, dado o pequeno interesse comercial no assunto, é até hoje a maior fonte histórica da Vela Nacional.

## Volta ao exterior
Em 2007, André volta a velejar no exterior, convidado para ser tático de uma recém criada equipe de vela oceânica da República Tcheca. Tem início um projeto de dois anos de duração, quando Mirsky sagra-se vice-campeão mundial de vela oceânica em HANKO, na Noruega, em 2007; terceiro lugar no campeonato mundial de vela, em 2008, Athenas - Grécia; vice-campeão Europeu em 2007, 2008; bicampeão do Mediterrâneo da classe IMS; Campeão nacional Esloveno, Checo e Eslovaco por dois anos consecutivos; e vencedor do tradicional Troféu de La Reina, em Valência - Espanha.

## O fardo da renovação
Mirsky carregará o peso de estar a altura dos maiores esportistas olímpicos que o esporte brasileiro já teve, isso é, continuar a trilhar o caminho de vitórias de seus ídolos Torben Grael e Robert Scheidt. Embora ainda seja cedo a dizer, André deverá ser o substituto natural desses ícones da vela na classe Star, categoria que já trouxe 5 medalhas olímpicas ao Brasil.